# Parakatêjê-Kriegskeule
Die  Gavião-Parakatêjé-Kriegskeule ist eine Schlagwaffe der Gavião-Ethnien (Gavião de Rondônia, auch Ikolen) aus Brasilien. 

## Beschreibung
Die  Gavião-Parakatêjé-Kriegskeule besteht aus Hartholz und geflochtenen Pflanzenfasern. Die Keule ist ähnlich den Keulen aus der Südsee paddelförmig (Paddelkeulen) gearbeitet. Sie ist am Heft rund, mit einem starken Mittelgrat versehen und verbreitert sich zur Spitze hin. Das Schlagstück der Keule ist flach und im Querschnitt diamantförmig. Das vordere Ende verjüngt sich und ist angespitzt. Dadurch kann sie auch zum Stechen verwendet werden. Das gesamte Heft ist mit einem geflochtenen Gewebe aus Pflanzenfasern bedeckt. Dieses Gewebe dient zur Dekoration und zum besseren Griff. Außerdem zeigt die Wicklung an, dass es sich um eine Kriegs- und nicht um eine Jagdwaffe handelt. Der Knauf ist vierkantig und pyramidenförmig geschnitzt. 
Diese Keule wird von der Ethnie der Gavião-Parakatêjê, auch Parakatêjê-Gavião genannt, am Rio Araguaia im heutigen Indioreservat Mãe Maria (Terra Indígena Mãe Maria) in der Nähe von Marabá/Brasilien als Kriegswaffe benutzt. Es gibt noch eine andere Version, deren Spitze nicht nach außen zeigt, sondern ein nach innen gerichtetes „V“ zeigt.